# Rally di Monte Carlo 2017
Il Rally di Monte Carlo 2017, ufficialmente denominato 85ème Rallye Automobile de Monte-Carlo, è stata la prima prova del campionato del mondo rally 2017 nonché l'ottantacinquesima edizione del Rally di Monte Carlo e la trentanovesima con valenza mondiale. La manifestazione si è svolta dal 19 al 22 gennaio sugli asfalti ghiacciati delle Alpi francesi a nord del Principato di Monaco.
L'evento è stato vinto dai campioni del mondo in carica, i francesi Sébastien Ogier e Julien Ingrassia al volante di una Ford Fiesta WRC della squadra M-Sport World Rally Team, davanti alla coppia finlandese formata da Jari-Matti Latvala e Miikka Anttila su Toyota Yaris WRC della squadra ufficiale Toyota Gazoo Racing WRT e a quella estone composta da Ott Tänak e Martin Järveoja, anch'essi su Fiesta WRC del team M-Sport.
I norvegesi Andreas Mikkelsen e Anders Jæger, su Škoda Fabia R5 della squadra Škoda Motorsport, hanno invece conquistato il successo nel campionato WRC-2, mentre i francesi Raphaël Astier e Frédéric Vauclare hanno vinto nella serie WRC-3 alla guida di una Peugeot 208 R2. Nel WRC Trophy la vittoria è andata invece a Jourdan Serderidis e Frédéric Miclotte su Citroën DS3 WRC, unici iscritti nella categoria.

## Dati della prova
| Denominazione ufficiale             | Rallye Automobile de Monte-Carlo                                        |
| Edizione N°                         | 85                                                                      |
| Tappa N°                            | 1 di 13                                                                 |
| Data manifestazione                 | da giovedì 19/01/2017 a domenica 22/01/2017                             |
| Sede ospitante                      | Monte Carlo (Principato di Monaco)                                      |
| Sede parco assistenza               | Gap (Alte Alpi, Provenza-Alpi-Costa Azzurra, Francia)                   |
| Superficie                          | Asfalto/Neve                                                            |
| Direttore di gara                   | Christophe Allgeyer                                                     |
| Iscritti                            | 76                                                                      |
| Partiti                             | 73                                                                      |
| Arrivati                            | 54 (74%)                                                                |
| Prove speciali previste             | 17                                                                      |
| Prove speciali disputate            | 15 (2 cancellate)                                                       |
| Prova più breve                     | 5,50 km (PS14 e PS16: Luceram - Col St Roch)                            |
| Prova più lunga                     | 38,94 km (PS4 e PS7: Aspres les Corps - Chaillol)                       |
| Prova più lenta                     | velocità media di 76,58 km/h (PS3: Agnieres en Devoluy - Le Motty 1)    |
| Prova più veloce                    | velocità media di 112,55 km/h (PS12: La Batie Montsaleon - Faye 2)      |
| Lunghezza prove speciali previste   | 382,65 km                                                               |
| Lunghezza prove speciali disputate  | 355,90 km (25,7% della distanza totale effettiva - cancellati 26,75 km) |
| Lunghezza complessiva trasferimenti | 1029,20 km                                                              |
| Distanza totale effettiva           | 1385,10 km                                                              |

## Itinerario
La manifestazione si disputò interamente nella regione della Provenza-Alpi-Costa Azzurra, nella Francia sud-orientale, articolandosi in 17 prove speciali distribuite in quattro giorni, per un totale di 382,65 km, ed ebbe sede a Gap, capoluogo del dipartimento delle Alte Alpi, dove venne allestito il parco assistenza principale per tutti i concorrenti, mentre nel Principato di Monaco ebbero luogo sia la cerimonia finale di premiazione che le assistenze remote del giovedì e della domenica mattina.
Il rally ebbe inizio la sera di giovedì 19 gennaio, con il trasferimento dalla piazza del Casinò verso la sede delle due speciali da disputarsi in notturna, la prima interamente nel dipartimento delle Alpi dell'Alta Provenza, con partenza ad Entrevaux e arrivo ad Ubraye e la seconda tra Bayons, a nord del dipartimento, e Bréziers, oltre il confine con le Alte Alpi.
La seconda frazione (disputatasi venerdì 20 gennaio) fu la più impegnativa del rally, con oltre 160 km di percorrenza totale, e si articolava in due sezioni di tre prove ciascuna, da svolgersi uno al mattino e uno al pomeriggio, sulle tortuose strade a nord di Gap, comprendente la speciale da Agnières-en-Dévoluy a Le Motty (sconfinante nel dipartimento dell'Isère), quella tra Aspres-lès-Corps e Saint-Michel-de-Chaillol (di nuovo nelle Alte Alpi), in questa edizione la più lunga del rally con 38.94 km, e la Saint-Léger-les-Mélèzes - La Bâtie-Neuve, all'interno del Parco nazionale degli Écrins, a concludere il giro prima del ritorno serale nella vicina Gap per il pernottamento di concorrenti e vetture.
Durante la terza frazione (sabato 21 gennaio) si gareggiò a sud di Gap, nella sezione comprendente due prove da ripetere anche al pomeriggio: la prima tra Lardier-et-Valença e Oze e la seconda con partenza a La Bâtie-Montsaléon e arrivo nei dintorni di Ventavon, dopo aver attraversato il Col de Faye; al termine di questo loop si disputò l'ultima speciale di giornata, che fu la ripetizione della Bayons - Bréziers, già corsa il giovedì.
Per la giornata finale di domenica 22 gennaio ci si spostò verso sud-ovest in direzione di Nizza e di Montecarlo, in pieno dipartimento delle Alpi Marittime e il programma prevedeva due prove (da corrersi poi anche nel pomeriggio), di cui la prima sul percorso che collega Lucéram al Col Saint-Roch, che alterna tratti veloci a tornanti stretti e ripidi, e la seconda (valevole anche come power stage nel secondo passaggio) tra La Bollène-Vésubie e la località di Peïra Cava, contenente il celebre Col de Turini, affrontato a circa metà percorso, tra le sezioni più note nella storia del rallysmo mondiale.
| Frazione   | Data   | Prova  | Ora    | Nome                                    | Partenza                          | Arrivo                            | Lunghezza | Totale    |
| ---------- | ------ | ------ | ------ | --------------------------------------- | --------------------------------- | --------------------------------- | --------- | --------- |
| Frazione 1 | 19 gen | PS1    | 20:14  | Entrevaux - Val de Chalvagne - Ubraye   | Entrevaux                         | Ubraye                            | 21,25 km  | 46,74 km  |
| Frazione 1 | 19 gen | PS2    | 22:57  | Bayons - Breziers 1                     | Bayons                            | Bréziers                          | 25,49 km  | 46,74 km  |
| Frazione 1 | 20 gen |        | 00:02  | Assistenza (flexi) – Gap (48 min)       | Assistenza (flexi) – Gap (48 min) | Assistenza (flexi) – Gap (48 min) | –         | 46,74 km  |
|            |        |        |        |                                         |                                   |                                   |           |           |
| Frazione 2 | 20 gen |        | 09:00  | Assistenza – Gap (18 min)               | Assistenza – Gap (18 min)         | Assistenza – Gap (18 min)         | –         | 160,80 km |
| Frazione 2 | 20 gen | PS3    | 10:11  | Agnieres en Devoluy - Le Motty 1        | Le Dévoluy                        | Aspres-lès-Corps                  | 24,63 km  | 160,80 km |
| Frazione 2 | 20 gen | PS4    | 10:49  | Aspres les Corps - Chaillol 1           | Aspres-lès-Corps                  | Saint-Michel-de-Chaillol          | 38,94 km  | 160,80 km |
| Frazione 2 | 20 gen | PS5    | 11:52  | St-Leger-les-Mélèzes – La-Bâtie-Neuve 1 | Saint-Léger-les-Mélèzes           | La Bâtie-Neuve                    | 17,82 km  | 160,80 km |
| Frazione 2 | 20 gen |        | 15:23  | Assistenza – Gap (33 min)               | Assistenza – Gap (33 min)         | Assistenza – Gap (33 min)         | –         | 160,80 km |
| Frazione 2 | 20 gen | PS6    | 14:28  | Agnieres en Devoluy - Le Motty 2        | Le Dévoluy                        | Aspres-lès-Corps                  | 24,63 km  | 160,80 km |
| Frazione 2 | 20 gen | PS7    | 15:01  | Aspres les Corps - Chaillol 2           | Aspres-lès-Corps                  | Saint-Michel-de-Chaillol          | 38,94 km  | 160,80 km |
| Frazione 2 | 20 gen | PS8    | 16:04  | St-Leger-les-Mélèzes – La-Bâtie-Neuve 2 | Saint-Léger-les-Mélèzes           | La Bâtie-Neuve                    | 17,82 km  | 160,80 km |
| Frazione 2 | 20 gen |        | 17:14  | Assistenza (flexi) – Gap (48 min)       | Assistenza (flexi) – Gap (48 min) | Assistenza (flexi) – Gap (48 min) | –         | 160,80 km |
|            |        |        |        |                                         |                                   |                                   |           |           |
| Frazione 3 | 21 gen |        | 07:17  | Assistenza – Gap (18 min)               | Assistenza – Gap (18 min)         | Assistenza – Gap (18 min)         | –         | 121,39 km |
| Frazione 3 | 21 gen | PS9    | 08:08  | Lardier et Valenca - Oze 1              | Lardier-et-Valença                | Oze                               | 31,17 km  | 121,39 km |
| Frazione 3 | 21 gen | PS10   | 08:58  | La Batie Monsaleon - Faye 1             | La Bâtie-Montsaléon               | Ventavon                          | 16,78 km  | 121,39 km |
| Frazione 3 | 21 gen |        | 10:07  | Assistenza – Gap (33 min)               | Assistenza – Gap (33 min)         | Assistenza – Gap (33 min)         | –         | 121,39 km |
| Frazione 3 | 21 gen | PS11   | 11:13  | Lardier et Valenca - Oze 2              | Lardier-et-Valença                | Oze                               | 31,17 km  | 121,39 km |
| Frazione 3 | 21 gen | PS10   | 12:08  | La Batie Monsaleon - Faye 2             | La Bâtie-Montsaléon               | Ventavon                          | 16,78 km  | 121,39 km |
| Frazione 3 | 21 gen |        | 13:17  | Assistenza – Gap (33 min)               | Assistenza – Gap (33 min)         | Assistenza – Gap (33 min)         | –         | 121,39 km |
| Frazione 3 | 21 gen | PS13   | 15:03  | Bayons - Breziers 2                     | Bayons                            | Bréziers                          | 25,49 km  | 121,39 km |
| Frazione 3 | 21 gen |        | 16:23  | Assistenza – Gap (48 min)               | Assistenza – Gap (48 min)         | Assistenza – Gap (48 min)         | –         | 121,39 km |
|            |        |        |        |                                         |                                   |                                   |           |           |
| Frazione 4 | 22 gen | PS14   | 09:22  | Luceram - Col St Roch 1                 | Lucéram                           | Lucéram                           | 5,50 km   | 53,72 km  |
| Frazione 4 | 22 gen | PS15   | 10:12  | La Bollene Vesubie - Peira Cava 1       | La Bollène-Vésubie                | Lantosque                         | 21,36 km  | 53,72 km  |
| Frazione 4 | 22 gen | PS16   | 11:00  | Luceram - Col St Roch 2                 | Lucéram                           | Lucéram                           | 5,50 km   | 53,72 km  |
| Frazione 4 | 22 gen | PS15   | 12:18  | La Bollene Vesubie - Peira Cava 1       | La Bollène-Vésubie                | Lantosque                         | 21,36 km  | 53,72 km  |
| Totale     | Totale | Totale | Totale | Totale                                  | Totale                            | Totale                            | Totale    | 382,65 km |

## Resoconto
I vincitori Ogier e Ingrassia conquistarono la loro quarta vittoria consecutiva al Montecarlo, riportando al vertice di un appuntamento iridato sia il team britannico M-Sport che una vettura Ford a più di quattro anni dall'ultimo trionfo, ottenuto da Jari-Matti Latvala nel Rally di Gran Bretagna 2012 su Fiesta RS WRC. Staccati di oltre due minuti, i finlandesi Latvala e Anttila, su Toyota Yaris WRC, regalarono invece il primo podio alla casa giapponese a quasi 18 anni dall'ultimo, ottenuto nella stagione 1999 da Carlos Sainz al Rally d'Australia, dove giunse secondo con la Corolla WRC. Terzi al traguardo a poco meno di tre minuti dai vincitori giunsero invece gli altri alfieri della M-Sport, gli estoni Tänak e Järveoja, attardati da un problema al motore accusato dalla loro Fiesta WRC e sopravanzati nelle ultime prove speciali da Latvala e Anttila. Quarti sono giunti gli spagnoli Dani Sordo e Marc Martí (Hyundai Motorsport) e quinti Craig Breen e Scott Martin, alfieri Citroën, autori di una pregevole prestazione a bordo di una DS3 WRC. 

Da rimarcare l'esordio dei belgi Thierry Neuville e Nicolas Gilsoul, su Hyundai i20 Coupe WRC del team ufficiale Hyundai, saldamente in testa alla corsa sino alla quintultima speciale quando un errore in uscita da una curva danneggiò pesantemente la sospensione posteriore destra,  costringendoli ad abbandonare la leadership e a terminare il rally fuori dai punti in 15ª posizione, pur conquistandone cinque con la vittoria nella power stage.
Durante la prima prova speciale (Entrevaux-Val de Chalvagne-Ubraye) la Hyundai i20 Coupe WRC condotta della coppia Paddon/Kennard si ribaltò travolgendo uno spettatore che stazionava in una zona non consentita al pubblico; la prova venne interrotta e successivamente cancellata mentre il giorno seguente si ebbe la conferma del decesso dello spettatore coinvolto nell'incidente. L'incolpevole equipaggio neozelandese, senza esitazione e di comune accordo con la direzione della scuderia, decise di ritirarsi dal rally. È stata inoltre cancellata la PS16 (Luceram - Col St Roch 2) per motivi di sicurezza a causa dell'elevato numero di spettatori che affollavano il tracciato.

## Risultati

### Classifica
| Pos.       | Nº       | Pilota             | Co-pilota         | Auto                  | Squadra                     | Classe      | Tempo     | Distacco | Punti    |     |
| Generale   | Generale | Generale           | Generale          | Generale              | Generale                    | Generale    | Generale  | Generale | Generale |     |
| ---------- | -------- | ------------------ | ----------------- | --------------------- | --------------------------- | ----------- | --------- | -------- | -------- | --- |
| 1.         | 1        | Sébastien Ogier    | Julien Ingrassia  | Ford Fiesta WRC       | M-Sport World Rally Team    | WRC         | 4h00'03"6 | –        | 25       |     |
| 2.         | 10       | Jari-Matti Latvala | Miikka Anttila    | Toyota Yaris WRC      | Toyota Gazoo Racing WRT     | WRC         | 4h02'18"6 | +2'15"0  | 18       |     |
| 3.         | 2        | Ott Tänak          | Martin Järveoja   | Ford Fiesta WRC       | M-Sport World Rally Team    | WRC         | 4h03'01"4 | +2'57"8  | 15       |     |
| 4.         | 6        | Dani Sordo         | Marc Martí        | Hyundai i20 Coupe WRC | Hyundai Motorsport          | WRC         | 4h03'39"4 | +3'35"8  | 13       |     |
| 5.         | 14       | Craig Breen        | Scott Martin      | Citroën DS3 WRC       | Citroën Total Abu Dhabi WRT | WRC         | 4h03'51"4 | +3'47"8  | 10       |     |
| 6.         | 3        | Elfyn Evans        | Daniel Barritt    | Ford Fiesta WRC       | M-Sport World Rally Team    | WRC         | 4h06'48"6 | +6'45"0  | 10       |     |
| 7.         | 31       | Andreas Mikkelsen  | Anders Jæger      | Škoda Fabia R5        | Škoda Motorsport            | RC2 / WRC-2 | 4h09'36"3 | +9'32"7  | 6        |     |
| 8.         | 32       | Jan Kopecký        | Pavel Dresler     | Škoda Fabia R5        | Škoda Motorsport            | RC2 / WRC-2 | 4h13'01"7 | +12'32"7 | 4        |     |
| 9.         | 8        | Stéphane Lefebvre  | Gabin Moreau      | Citroën C3 WRC        | Citroën Total Abu Dhabi WRT | WRC         | 4h14'47"4 | +14'43"8 | 6        |     |
| 10.        | 40       | Bryan Bouffier     | Denis Giraudet    | Ford Fiesta R5        | Gemini Clinic Rally Team    | RC2 / WRC-2 | 4h16'13"0 | +16'09"4 | 1        |     |
| ...        | ...      | ...                | ...               | ...                   | ...                         | ...         | ...       | ...      | ...      | ... |
| 15.        | 5        | Thierry Neuville   | Nicolas Gilsoul   | Hyundai i20 Coupe WRC | Hyundai Motorsport          | WRC         | 4h30'56"1 | +30'52"5 | 5        |     |
| 16.        | 11       | Juho Hänninen      | Kaj Lindström     | Toyota Yaris WRC      | Toyota Gazoo Racing WRT     | WRC         | 4h32'20"4 | +33'16"8 | 3        |     |
| WRC-Trophy |          |                    |                   |                       |                             |             |           |          |          |     |
| 1. (29.)   | 20       | Jourdan Serderidis | Frédéric Miclotte | Citroën DS3 WRC       | -                           | WRC-T       | 4h55'49"7 | –        | 25       |     |
| WRC-2      |          |                    |                   |                       |                             |             |           |          |          |     |
| 1. (7.)    | 31       | Andreas Mikkelsen  | Anders Jæger      | Škoda Fabia R5        | Škoda Motorsport            | RC2 / WRC-2 | 4h09'36"3 | –        | 25       |     |
| 2. (8.)    | 32       | Jan Kopecký        | Pavel Dresler     | Škoda Fabia R5        | Škoda Motorsport            | RC2 / WRC-2 | 4h13'01"7 | +3'25"4  | 18       |     |
| 3. (10.)   | 40       | Bryan Bouffier     | Denis Giraudet    | Ford Fiesta R5        | Gemini Clinic Rally Team    | RC2 / WRC-2 | 4h16'13"0 | +6'36"7  | 15       |     |
| 4. (12.)   | 39       | Eric Camilli       | Benjamin Veillas  | Ford Fiesta R5        | M-Sport World Rally Team    | RC2 / WRC-2 | 4h19'32"1 | +9'55"8  | 12       |     |
| 5. (13.)   | 35       | Quentin Gilbert    | Renaud Jamoul     | Ford Fiesta R5        | D-Max Racing                | RC2 / WRC-2 | 4h21'13"1 | +11'36"8 | 10       |     |
| 6. (17.)   | 38       | Emil Bergkvist     | Joakim Sjöberg    | Citroën DS3 R5        | J-Motorsport                | RC2 / WRC-2 | 4h36'48"1 | +27'11"8 | 8        |     |
| 7. (18.)   | 42       | Andrea Crugnola    | Michele Ferrara   | Ford Fiesta R5        | D-Max Racing                | RC2 / WRC-2 | 4h39'47"1 | +30'10"8 | 6        |     |
| WRC-3      |          |                    |                   |                       |                             |             |           |          |          |     |
| 1. (19.)   | 71       | Raphaël Astier     | Frédéric Vauclare | Peugeot 208 R2        | -                           | RC4 / WRC-3 | 4h39'55"8 | –        | 25       |     |
| 2. (21.)   | 67       | Luca Panzani       | Federico Grilli   | Renault Clio RS R3T   | Renault Sport               | RC3 / WRC-3 | 4h49'18"3 | +9'22"5  | 18       |     |
| 3. (23.)   | 63       | Charles Martin     | Matthieu Duval    | Renault Clio RS R3T   | Renault Sport               | RC3 / WRC-3 | 4h49'55"8 | +10'00"0 | 15       |     |
| 4. (25.)   | 65       | Surhayen Pernía    | Rogelio Peñate    | Renault Clio RS R3T   | Renault Sport               | RC3 / WRC-3 | 4h51'45"4 | +11'49"6 | 12       |     |

| Principali ritiri | Principali ritiri | Principali ritiri | Principali ritiri | Principali ritiri     | Principali ritiri           | Principali ritiri | Principali ritiri                    | Principali ritiri |
| PS                | Nº                | Pilota            | Co-pilota         | Auto                  | Squadra                     | Classe            | Causa                                | Pos.              |
| ----------------- | ----------------- | ----------------- | ----------------- | --------------------- | --------------------------- | ----------------- | ------------------------------------ | ----------------- |
| PS 1              | 4                 | Hayden Paddon     | John Kennard      | Hyundai i20 Coupe WRC | Hyundai Motorsport          | WRC               | Incidente mortale per uno spettatore | -                 |
| PS 13             | 7                 | Kris Meeke        | Paul Nagle        | Citroën C3 WRC        | Citroën Total Abu Dhabi WRT | WRC               | Incidente durante un trasferimento   | 40º               |

Legenda
| Icona | Classe                                                                               |
| ----- | ------------------------------------------------------------------------------------ |
| WRC   | Equipaggio di classe WRC che può conquistare punti per il campionato costruttori     |
| WRC   | Equipaggio di classe WRC che non può conquistare punti per il campionato costruttori |
| WRC-T | Equipaggio di classe WRC (ante 2017) registrato al campionato WRC Trophy             |
| WRC-2 | Equipaggio registrato al campionato WRC-2                                            |
| WRC-3 | Equipaggio registrato al campionato WRC-3                                            |
| JWRC  | Equipaggio registrato al campionato Junior WRC                                       |
|       | Ulteriori classificazioni                                                            |

### Prove speciali
| Frazione            | Prova | Ora   | Nome                                            | Lunghezza | Vincitori                        | Tempo            | Leader del rally                 |
| ------------------- | ----- | ----- | ----------------------------------------------- | --------- | -------------------------------- | ---------------- | -------------------------------- |
| Frazione 1 (19 Gen) | PS1   | 20:14 | Entrevaux - Val de Chalvagne - Ubraye           | 21,25 km  | prova cancellata                 | prova cancellata | prova cancellata                 |
| Frazione 1 (19 Gen) | PS2   | 22:57 | Bayons - Breziers 1                             | 25,49 km  | Thierry Neuville Nicolas Gilsoul | 15'01"1          | Thierry Neuville Nicolas Gilsoul |
|                     |       |       |                                                 |           |                                  |                  | Thierry Neuville Nicolas Gilsoul |
| Frazione 2 (20 gen) | PS3   | 10:11 | Agnieres en Devoluy - Le Motty 1                | 24,63 km  | Ott Tänak Martin Järveoja        | 19'17"8          | Thierry Neuville Nicolas Gilsoul |
| Frazione 2 (20 gen) | PS4   | 10:49 | Aspres les Corps - Chaillol 1                   | 38,94 km  | Thierry Neuville Nicolas Gilsoul | 25'41"9          | Thierry Neuville Nicolas Gilsoul |
| Frazione 2 (20 gen) | PS5   | 11:52 | St-Leger-les-Mélèzes – La-Bâtie-Neuve 1         | 17,82 km  | Thierry Neuville Nicolas Gilsoul | 11'22"2          | Thierry Neuville Nicolas Gilsoul |
| Frazione 2 (20 gen) | PS6   | 14:33 | Agnieres en Devoluy - Le Motty 2                | 24,63 km  | Thierry Neuville Nicolas Gilsoul | 18'09"6          | Thierry Neuville Nicolas Gilsoul |
| Frazione 2 (20 gen) | PS7   | 15:11 | Aspres les Corps - Chaillol 2                   | 38,94 km  | Sébastien Ogier Julien Ingrassia | 24'17"8          | Thierry Neuville Nicolas Gilsoul |
| Frazione 2 (20 gen) | PS8   | 16:14 | St-Leger-les-Mélèzes – La-Bâtie-Neuve 2         | 17,82 km  | Sébastien Ogier Julien Ingrassia | 11'05"4          | Thierry Neuville Nicolas Gilsoul |
|                     |       |       |                                                 |           |                                  |                  | Thierry Neuville Nicolas Gilsoul |
| Frazione 3 (21 gen) | PS9   | 08:08 | Lardier et Valenca - Oze 1                      | 31,17 km  | Thierry Neuville Nicolas Gilsoul | 24'02"9          | Thierry Neuville Nicolas Gilsoul |
| Frazione 3 (21 gen) | PS10  | 08:58 | La Batie Monsaleon - Faye 1                     | 16,78 km  | Elfyn Evans Daniel Barritt       | 9'15"2           | Thierry Neuville Nicolas Gilsoul |
| Frazione 3 (21 gen) | PS11  | 11:13 | Lardier et Valenca - Oze 2                      | 31,17 km  | Sébastien Ogier Julien Ingrassia | 22'53"0          | Thierry Neuville Nicolas Gilsoul |
| Frazione 3 (21 gen) | PS12  | 12:08 | La Batie Monsaleon - Faye 2                     | 16,78 km  | Elfyn Evans Daniel Barritt       | 8'56"7           | Thierry Neuville Nicolas Gilsoul |
| Frazione 3 (21 gen) | PS13  | 15:03 | Bayons - Breziers 2                             | 25,49 km  | Elfyn Evans Daniel Barritt       | 14'27"5          | Sébastien Ogier Julien Ingrassia |
|                     |       |       |                                                 |           |                                  |                  | Sébastien Ogier Julien Ingrassia |
| Frazione 4 (22 gen) | PS14  | 09:22 | Luceram - Col St Roch 1                         | 5,50 km   | Dani Sordo Marc Martí            | 8'07"5           | Sébastien Ogier Julien Ingrassia |
| Frazione 4 (22 gen) | PS15  | 10:12 | La Bollene Vesubie - Peira Cava 1               | 21,36 km  | Stéphane Lefebvre Gabin Moreau   | 1'33"9           | Sébastien Ogier Julien Ingrassia |
| Frazione 4 (22 gen) | PS16  | 11:00 | Luceram - Col St Roch 2                         | 5,50 km   | prova cancellata                 | prova cancellata | Sébastien Ogier Julien Ingrassia |
| Frazione 4 (22 gen) | PS17  | 12:18 | La Bollene Vesubie - Peira Cava 2 (power stage) | 21,36 km  | Thierry Neuville Nicolas Gilsoul | 11'06"3          | Sébastien Ogier Julien Ingrassia |

### Power stage
PS17: La Bollene Vesubie - Peira Cava 2 di 21.36 km, disputatasi domenica 22 gennaio 2017 alle ore 12:18 (UTC+1).
| Pos. | No. | Pilota            | Co-pilota       | Auto                  | Classe | Tempo   | Distacco | Punti |
| ---- | --- | ----------------- | --------------- | --------------------- | ------ | ------- | -------- | ----- |
| 1    | 5   | Thierry Neuville  | Nicolas Gilsoul | Hyundai i20 Coupe WRC | WRC    | 14'14"4 | –        | 5     |
| 2    | 8   | Stéphane Lefebvre | Gabin Moreau    | Citroën C3 WRC        | WRC    | 14'44"5 | +30"1    | 4     |
| 3    | 11  | Juho Hänninen     | Kaj Lindström   | Toyota Yaris WRC      | WRC    | 15'09"4 | +55"0    | 3     |
| 4    | 3   | Elfyn Evans       | Daniel Barritt  | Ford Fiesta WRC       | WRC    | 15'28"1 | +1'13"7  | 2     |
| 5    | 6   | Dani Sordo        | Marc Martí      | Hyundai i20 Coupe WRC | WRC    | 15'57"2 | +1'42"8  | 1     |

## Classifiche mondiali
Classifica piloti
| Pos. | Pilota             | Punti |
| ---- | ------------------ | ----- |
| 1    | Sébastien Ogier    | 25    |
| 2    | Jari-Matti Latvala | 18    |
| 3    | Ott Tänak          | 15    |
| 4    | Dani Sordo         | 13    |
| 5    | Craig Breen        | 10    |
| 6    | Elfyn Evans        | 10    |
| 7    | Andreas Mikkelsen  | 6     |
| 8    | Stéphane Lefebvre  | 6     |
| 9    | Thierry Neuville   | 5     |
| 10   | Jan Kopecký        | 4     |
| 11   | Juho Hänninen      | 3     |
| 12   | Bryan Bouffier     | 1     |

Classifica co-piloti
| Pos. | Co-pilota        | Punti |
| ---- | ---------------- | ----- |
| 1    | Julien Ingrassia | 25    |
| 2    | Miikka Anttila   | 18    |
| 3    | Martin Järveoja  | 15    |
| 4    | Marc Martí       | 13    |
| 5    | Scott Martin     | 10    |
| 6    | Daniel Barritt   | 10    |
| 7    | Anders Jæger     | 6     |
| 8    | Gabin Moreau     | 6     |
| 9    | Nicolas Gilsoul  | 5     |
| 10   | Pavel Dresler    | 4     |
| 11   | Kaj Lindström    | 3     |
| 12   | Denis Giraudet   | 1     |

Classifica costruttori WRC
| Pos. | Squadra                     | Punti |
| ---- | --------------------------- | ----- |
| 1    | M-Sport World Rally Team    | 40    |
| 2    | Toyota Gazoo Racing WRC     | 24    |
| 3    | Hyundai Motorsport          | 20    |
| 4    | Citroën Total Abu Dhabi WRT | 10    |